# Fuego de juventud
Fuego de juventud (National Velvet) es una película estadounidense de 1944 dirigida por Clarence Brown y con actuación principal de Mickey Rooney, Donald Crisp y Elizabeth Taylor. Está basada en la novela de Enid Bagnold National Velvet, publicada en 1935.
Galardonada con dos Premios Oscar en 1946: mejor actriz secundaria (Anne Revere) y mejor montaje (Robert Kern). 
En 2003 fue incluida entre los filmes que preserva el National Film Registry de la Biblioteca del Congreso de Estados Unidos, por ser considerada «cultural, histórica, o estéticamente significativa». Forma parte del AFI's 10 Top 10 en la categoría "Películas de deporte".
Tuvo una secuela en 1978, Doble triunfo (International Velvet), de Brian Forbes.

## Argumento
Una niña de doce años, Velvet Brown (Elizabeth Taylor), que vive en Sewels, Sussex, Inglaterra, salva a un caballo que iba a ser sacrificado y lo entrena, con la ayuda de un muchacho, Mi Taylor (Mickey Rooney), que trabaja para su padre, el señor Herbert Brown (Donald Crisp). Juntos lo entrenan para que participe en el Grand National. El caballo se llama Pie.
Cuando terminan con la preparación de Pie, descubren que el jockey escogido para correr la carrera, Ivan Taski (Eugene Loring), no cree en el triunfo del caballo, de manera que Velvet se pone su traje y se encarga de llevarlo a la victoria.

## Reparto
- Mickey Rooney - Mi Taylor
- Elizabeth Taylor - Velvet Brown

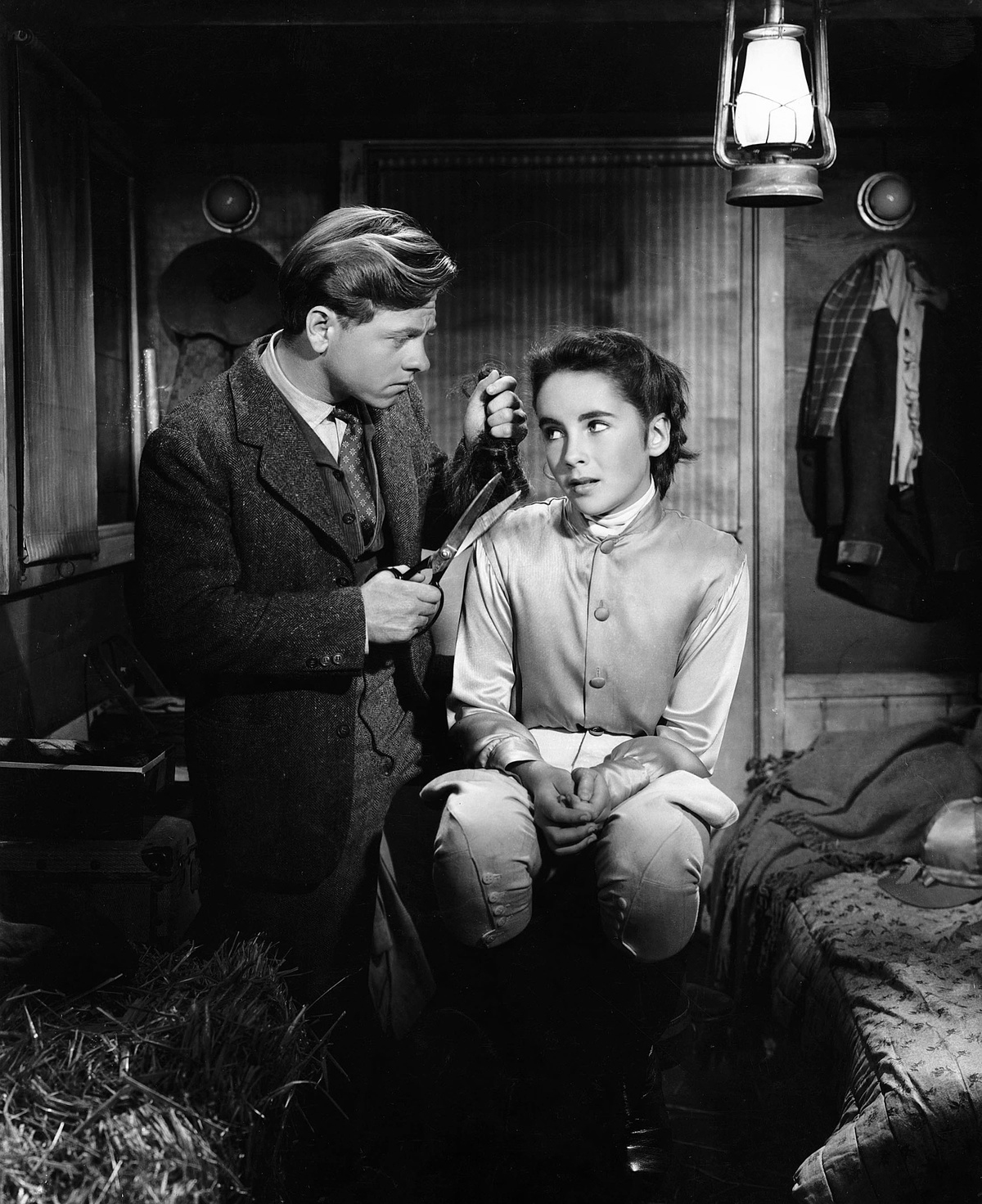
Mickey Rooney y Elizabeth Taylor
en un fotograma de la película.

- Donald Crisp – el Señor Herbert Brown
- Anne Revere - la Señora Araminty Brown
- Angela Lansbury - Edwina Brown
- Jackie 'Butch' Jenkins - Donald Brown
- Juanita Quigley - Malvolia "Mally" Brown
- Arthur Treacher - Race Patron
- Reginald Owen – Ede, el granjero
- Norma Varden – la Señorita Sims
- Terry Kilburn - Ted
- Arthur Shields - el Señor Hallam
- Aubrey Mather - Entry Official
- Alec Craig - Tim
- Eugene Loring - Ivan Taski

## Comentarios
Con 18 años, la actriz Gene Tierney era la escogida para hacer el papel de Velvet Brown en 1939, pero la producción fue cancelada cuando ella tuvo que regresar a Broadway por compromisos contraídos. 
Gran parte del filme se rodó en Pebble Beach, Florida.
Elizabeth Taylor recibió a Pie como regalo, después del estreno de la película.
Doblaje
Durante los años 40s, existía un estudio de doblaje en Nueva York, llamada MGM-Nueva York
Velveth Brown- Estrellíta Díaz
Mi Taylor- Jose Ángel Espinosa
Mrs. Brown- Amalia Ferriz
Mr. Brown- Francisco Mejias Iglesias
Edwina Brown- Rosario Muñoz Ledo
Donald Brown- Teresita Escobar
Farmer Ede- Ernesto Finance
Miss. Sims- Cuca Escobar

## Canción
- Summertime - Elizabeth Taylor, y la orquesta y coro de los Estudios MGM.

## Premios

### Oscar 1945
| Categoría                                  | Persona                                                        | Resultado  |
| ------------------------------------------ | -------------------------------------------------------------- | ---------- |
| Mejor Director                             | Clarence Brown                                                 | Candidato  |
| Mejor Actriz de Reparto                    | Anne Revere                                                    | Ganadora   |
| Mejor Montaje                              | Robert J. Kern                                                 | Ganador    |
| Mejor Fotografía                           | Leonard Smith                                                  | Candidato  |
| Mejor Dirección Artística - Blanco y Negro | Cedric Gibbons Urie McCleary Edwin B. Willis Mildred Griffiths | Candidatos |

## Otras versiones
- National Velvet fue trasmitida como radioteatro el 3 de febrero de 1947, en el programa Lux Radio Theater; con la participación de Elizabeth Taylor, Mickey Rooney, Donald Crisp y Janice Scott
- En 1960, la película fue adaptada como una teleserie, y transmitida por NBC.
- En 2003, se realizó una película para televisión.